# John Smith (político británico)
John Smith (Dalmally, Escocia, 13 de septiembre de 1938-Londres, 12 de mayo de  1994) fue un político escocés, miembro del Partido Laborista británico; fue parlamentario desde 1970 y líder de la oposición desde 1992 hasta su súbita muerte de un infarto de miocardio en 1994; fue sucedido por una temporada por Margaret Beckett y luego por Tony Blair.